# Kim Yoo-suk
Kim Yoo-suk (koreanisch 김유석; * 19. Januar 1982 in Gwangju) ist ein ehemaliger südkoreanischer Leichtathlet, der sich auf den Stabhochsprung spezialisiert hat.

## Sportliche Laufbahn
Erste internationale Erfahrungen sammelte Kim Yoo-suk im Jahr 2000, als er bei den Juniorenweltmeisterschaften in Santiago de Chile mit übersprungenen 4,80 m in der Qualifikationsrunde ausschied. Im Jahr darauf begann er ein Studium an der University of California, Los Angeles in den Vereinigten Staaten und nahm dann 2003 erstmals an der Sommer-Universiade in Daegu teil und belegte dort mit 5,30 m den achten Platz. Im Jahr darauf brachte er bei den Hallenweltmeisterschaften in Budapest keinen gültigen Versuch zustande, qualifizierte sich aber im selben Jahr für die Teilnahme an den Olympischen Spielen in Athen, bei denen er mit 5,30 m aber den Finaleinzug verpasste. 2005 schied er bei den Studentenweltspielen in Izmir ohne einen gültigen Versuch in der Vorrunde aus, wie auch bei den Weltmeisterschaften in Helsinki im August. 2006 startete er bei den Asienspielen in Doha und scheiterte auch dort an der von ihm gewählten Einstiegshöhe. 2008 nahm er erneut an den Olympischen Spielen in Peking teil, verpasste aber auch dort den Finaleinzug.
2009 schied er bei den Weltmeisterschaften in Berlin mit 5,55 m in der Qualifikationsrunde aus und im Jahr darauf erreichte er bei den Hallenweltmeisterschaften in Doha mit 5,45 m Rang zehn, ehe er bei den Asienspielen in Guangzhou mit übersprungenen 5,30 m die Silbermedaille hinter dem Chinesen Yang Yansheng gewann. 2011 verpasste er bei den Weltmeisterschaften in Daegu mit 5,20 m den Einzug ins Finale und im Jahr darauf brachte er bei den Olympischen Spielen in London in der Qualifikationsrunde abermals keinen gültigen Versuch zustande. Im Juni 2014 bestritt er in Chula Vista seinen letzten offiziellen Wettkampf und beendete daraufhin seine aktive sportliche Karriere im Alter von 32 Jahren.
2008 wurde Kim südkoreanischer Meister im Stabhochsprung.

## Persönliche Bestleistungen
- Stabhochsprung: 5,66 m, 16. September 2007 in Livermore
  - Stabhochsprung (Halle): 5,61 m, 26. Februar 2005 in Seattle (südkoreanischer Rekord)